# Lake Providence
Lake Providence – miasto w Stanach Zjednoczonych, w stanie Luizjana, siedziba administracyjna parafii East Carroll.